# Geoffrey Leech
Geoffrey Neil Leech  (ur. 1936, zm. 2014) – brytyjski językoznawca. Specjalizował się w anglistyce. Jego dorobek obejmuje ponad 120 prac naukowych oraz ponad 30 książek (autorskich, współtworzonych lub objętych redakcją).

## Publikacje (wybór)
- English in Advertising (1966)
- A Linguistic Guide to English Poetry (1969)
- Meaning and the English Verb (1971)
- Principles of Pragmatics (1983)
- A Comprehensive Grammar of the English Language (współautorstwo, 1985)
- Longman Grammar of Spoken and Written English (współautorstwo, 1999)
- Language in Literature: Style and Foregrounding (2008)
- Change in Contemporary English: A Grammatical Study (współautorstwo, 2009)
- The Pragmatics of Politeness (2014)